# 222a Brigada Mixta (Exèrcit Popular de la República)
La 222a Brigada Mixta va ser una de les Brigades Mixtes creades pel Exèrcit Popular per a la defensa de la Segona República Espanyola durant la Guerra Civil Espanyola. La unitat va ser organitzada amb batallons del Cos de Carrabiners.

## Historial
La Brigada es va organitzar durant l'estiu de 1937 en les poblacions de Llorca, Vélez-Rubio, Alhama i Totana, amb els batallons de carrabiners 18è, 19è, 24è i 38è; dos d'aquests batallons eren de la 86a Brigada Mixta. El seu únic comandant va ser el Tinent de carrabiners Tiburcio Díaz Carrasco.
La primera missió de la brigada va ser exercir com a guarnició militar de Cartagena i, en el mes de desembre de 1937 va passar a la reserva de l'Exèrcit d'Andalusia, van rellevar a la 87a Brigada Mixta en la costa d'Almeria. A la fi de febrer de 1938 va ser incorporada a la 40a Divisió del XIX Cos d'Exèrcit al front de Terol, encara que van arribar a la zona quan els combats havien acabat. Va intervenir en les operacions de Llevant, es van distingir en un contraatac el 30 de juny, en el qual va reconquerir la cota 1.196 i el Vèrtex Morrón. Per aquestes accions la seva divisió, la 40a, va ser condecorada amb la medalla al Valor. Quan va finalitzar l'ofensiva franquista en el Llevant, la brigada va romandre en aquest sector com a reserva estratègica fins al final de la guerra.